# Igreja de São Francisco de Assis (São João del-Rei)
A Igreja de São Francisco de Assis é um templo católico fundado pela Venerável Ordem Terceira de São Francisco de Assis na cidade brasileira de São João del-Rei, no estado de Minas Gerais. A igreja, começada em 1774, é um dos principais marcos da arte colonial brasileira, tornando-se famosa pela beleza de sua arquitetura, pela riqueza de sua talha e pela participação nas obras do mestre Aleijadinho, autor do projeto, mais tarde modificado por Francisco Cerqueira. Devido à sua importância, a igreja foi tombada pelo Instituto do Patrimônio Histórico e Artístico Nacional (IPHAN) junto com todo o seu acervo.

## História
A história da Igreja de São Francisco de Assis remonta a 8 de março de 1749, quando foi fundada a Venerável Ordem Terceira de São Francisco de Assis, ou ainda Venerável Ordem Terceira da Penitência de São Francisco de Assis. A ordem foi canonicamente ereta pelo então Bispo de Mariana Dom Frei Manoel da Cruz.
A Ordem ergueu uma capela para seu culto, mas com o tempo ela se deteriorou. Em 1772 foi decidida a construção de uma igreja nova e maior. Os preparativos iniciaram imediatamente. O Aleijadinho foi contratado para elaborar o projeto da estrutura e da decoração, e em 1774 Francisco de Lima Cerqueira foi encarregado de iniciar os trabalhos de alvenaria, mas ele introduziu modificações nas torres, nas pilastras do arco do cruzeiro, nos óculos da nave e na disposição da sacristia.
Em 1781 a capela-mor estava essencialmente pronta, tendo contado com a colaboração do mestre Francisco de Lima e Silva. O altar-mor foi construído a partir de um projeto de Aleijadinho, modificado por Cerqueira e executado por Luís Pinheiro de Souza. Cerqueira responsabilizou-se também pela execução de quase todas as esculturas e obras de talha, mas os dois altares do arco cruzeiro são considerados fruto direto do Aleijadinho.
Até 1804 haviam sido terminados a nave e os demais trabalhos no corpo da igreja. Em 1809 Aniceto de Souza Lopes concluiu as torres e o coro, além de executar, segundo o IPHAN, os relevos do frontão e do frontispício da portada. Alguns estudiosos pensam, porém, que os relevos da portada são realização pessoal de Aleijadinho.
Ao contrário da capela-mor, os altares da nave aparentemente nunca foram dourados, e em algum momento foram pintados de branco. O forro da nave também não foi decorado, e só apresenta um medalhão central em relevo de onde pende uma luminária.
No início do século XX a igreja passou por várias obras de restauro, realizadas pelo Serviço do Patrimônio Histórico e Artístico Nacional (SPHAN, atual IPHAN), incluindo a recuperação do coro e do trono do altar-mor. Em 1954 foi instalada iluminação elétrica, em 1956 a escadaria de acesso foi estabilizada e em 1959 o altar foi outra vez restaurado. Mais tarde foi removida a tinta branca que recobria os altares da nave, considerada um acréscimo tardio, deixando-os com a madeira aparente.

## Estrutura

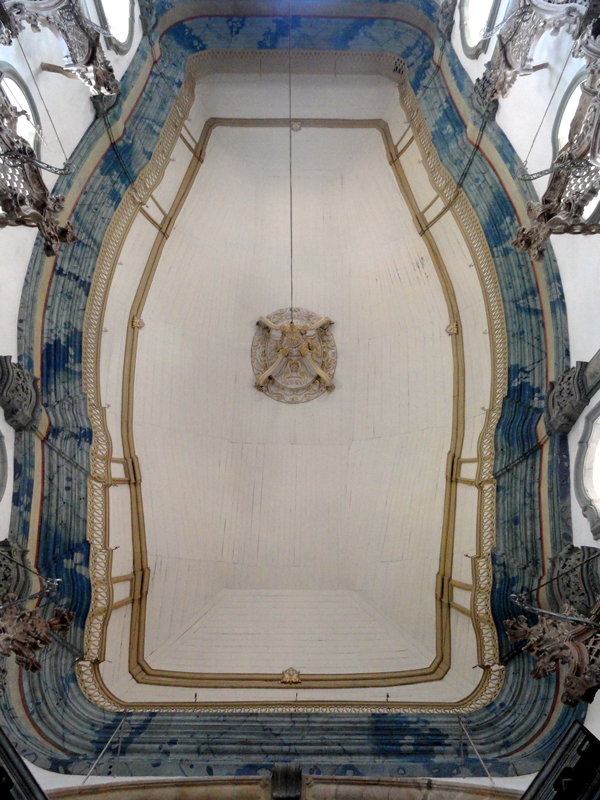
Imagem do teto da nave, que espelha o original desenho da planta baixa.

A igreja é precedida de um amplo adro calçado de pedra e cercado por uma elegante balaustrada. Sua planta segue em linhas gerais o modelo convencional do tempo da colônia, com uma nave única com altares laterais, um coro sobre a entrada, uma capela-mor profunda separada do corpo da nave por um arco monumental, e uma sacristia anexa. A nave difere dos modelos padronizados, contudo, pelas suas paredes curvas, características do estilo Rococó.
A fachada também acompanha as tendências dominantes do período, com um esquema tripartido composto de um bloco retangular central para o corpo do edifício e dois volumes laterais representados pelas torres. A entrada é realizada através de uma porta única monumental, adornada com uma moldura de pedra-sabão lavrada, com anjos assentados nas ombreiras e um elaborado frontispício.
No nível superior se abrem dois janelões também com ornamentação na moldura, e entre eles foi criado um grande óculo redondo. Este bloco é separado do frontão por uma larga cimalha de cantaria, com um arco no centro envolvendo o óculo, sobre o qual se eleva um sofisticado frontão com volutas e arcos quebrados, onde existe um relevo mostrando São Francisco de joelhos e braços abertos, adorando o Cristo Seráfico. Todo o conjunto é coroado por uma grande cruz de Lorena ladeada por dois pináculos bulbosos.
As torres têm seção redonda, e até o nível da cimalha são perfuradas por duas seteiras alargadas. Acima da cimalha se abrem arcos redondos para a instalação dos sinos. As torres são arrematadas com uma balaustrada em torno de coruchéus em forma de sino, ambas finalizadas por pináculos bulbosos.

## Significado artístico e decoração

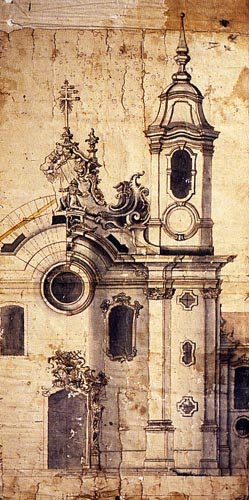
O projeto original de Aleijadinho.

A disposição e decoração da fachada ainda seguem em essência o projeto do Aleijadinho, com uma estética que mescla elementos do Barroco Joanino e do Rococó. Sua autoria é assegurada pela sobrevivência de um desenho autógrafo incompleto da elevação frontal do edifício, hoje preservado no Museu da Inconfidência em Ouro Preto. Segundo o IPHAN, merece nota "a rica composição da portada, com destaque para as magníficas talhas que se organizam em elegante desenho". Ali aparecem os brasões alados da Ordem Franciscana e do Reino de Portugal, sobre os quais um medalhão traz a imagem da Virgem orante entre guirlandas e sob uma coroa real, da qual pende uma faixa com os dizeres latinos Tota pulcra es Maria et macula originalis non est in te (És toda bela, Maria, e és livre do pecado original). Cabeças de querubins povoam a composição. A fachada chamou a atenção de um dos primeiros viajantes ingleses que passaram pelas Minas Gerais no século XIX, sir Richard Burton, que a considerou "a mais espetacular de São João del-Rei, se não de toda Minas Gerais", e admirou-se do trabalho realizado por um mestre que lhe disseram executar suas obras "com instrumentos ajustados por um assistente aos tocos que representavam seus braços".
Aleijadinho foi um dos grandes responsáveis pela elaboração de um estilo novo em Minas Gerais, que mostra os primeiros sinais de formação de uma estética genuinamente brasileira, e que não tem precedentes diretos em Portugal. Mário de Andrade, um dos mais notados modernistas engajados no estudo do passado colonial, quando este tópico surgiu no início do século XX como um fulcro para as aspirações nacionalistas dos intelectuais e para a busca da "verdadeira" identidade cultural do país, assim disse:
"O Aleijadinho, surgindo da lição de Pedro Gomes Chaves, vem genializar a maneira deste, criando ao mesmo tempo um típico de igreja que é a única solução original que jamais inventou a arquitetura brasileira. E o que tenho por absolutamente genial nessa invenção é que ela contém algumas das constâncias mais íntimas, mais arraigadas e mais étnicas da psicologia nacional, é um protótipo da religiosidade brasileira. Esse tipo de igreja, fixado imortalmente nas duas São Francisco de Ouro Preto e São João d’El-Rei, não corresponde apenas ao gosto do tempo, refletindo as bases portuguesas da Colônia, como já se distingue das soluções barrocas luso-coloniais, por uma tal ou qual denguice, por uma graça mais sensual e encantadora, por uma 'delicadeza' tão suave, eminentemente brasileiras".

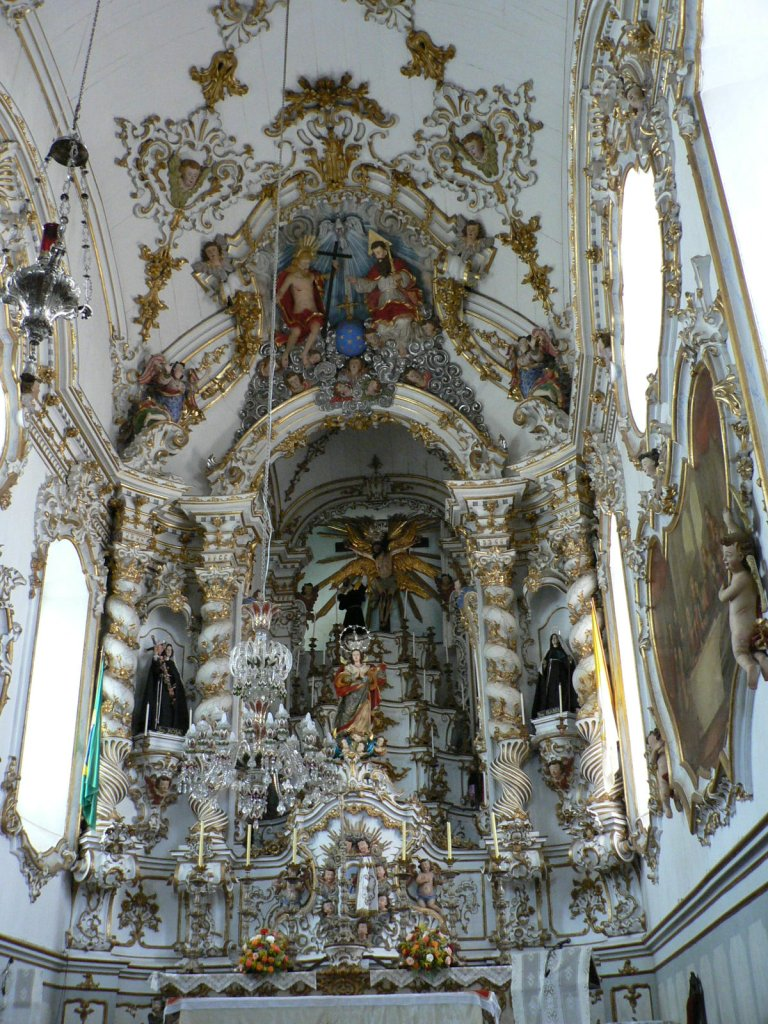
A capela e altar-mor.

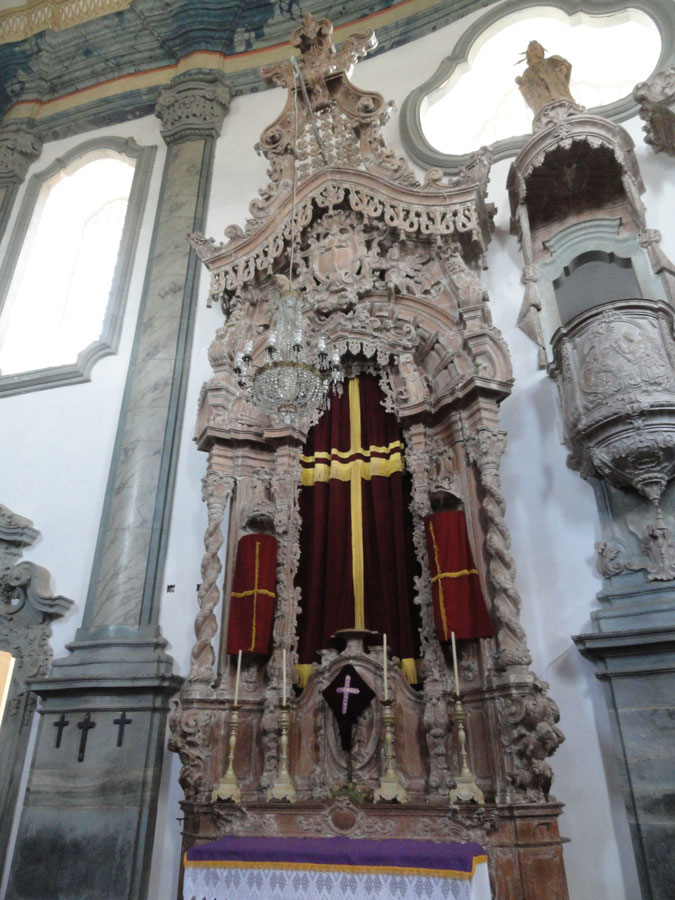
Altar lateral e púlpito.

As modificações introduzidas por Cerqueira, apesar de consideráveis e objeto de grande polêmica, sob certos aspectos de fato contribuíram para um incremento em sua originalidade, em particular na solução que encontrou para as torres, como assinalou John Bury, que é uma das referências básicas para o estudo da arte colonial do Brasil. Os primeiros estudiosos do Barroco brasileiro, como Lúcio Costa e Germain Bazin, tendiam considerar Cerqueira um traidor do legado de Aleijadinho, e ainda hoje alguns pensam assim, mas sua contribuição têm sido revista, notadamente por Myriam Ribeiro de Oliveira, entre outros, como um importante colaborador e um artista criativo de mérito próprio. A comparação entre o projeto original da fachada e a obra que vemos hoje permite concluir que Cerqueira interferiu basicamente nas torres, dando-lhe um perfil mais redondo, modificando o desenho do coruchéu e eliminando uma das seteiras, e, em menor grau, fez mudanças no frontão, simplificando o seu desenho. Segundo Oliveira, as modificações nos projetos originais eram uma prática constante no tempo da colônia, e pensa que se o original tivesse sido levado a cabo integralmente, seria "a mais genuinamente rococó das fachadas religiosas mineiras".
De qualquer modo, para ela "o extraordinário, a nosso ver, é que a amplitude dessas modificações tenha tido como resultado final uma obra de tamanha qualidade, produzida pela sensibilidade e perícia técnica de Lima Cerqueira, e devendo em conseqüência ser avaliada em seus valores próprios e não comparativamente a um projeto inicial não obedecido, como até hoje se fez", e para Bury a Igreja de São Francisco demonstra "uma sensibilidade artística excepcionalmente elevada no seu traçado e decoração". Continua o historiador:
"As expressões mais admiráveis desse estilo mineiro do final do século XVIII, tanto na arquitetura como na escultura, são atribuídas tradicionalmente a Antônio Francisco Lisboa (1738-1814), conhecido como o Aleijadinho. [...] O monumento clássico deste estilo é a Igreja de São Francisco de Assis, em São João del-Rei, sobre o qual um contemporâneo disse, com razão, que nela o Aleijadinho superou a si mesmo.
"A fachada segue basicamente o habitual traçado português das grandes igrejas matrizes, mas, apesar dessa convenção, todos os princípios do tratamento maneirista do estilo jesuítico anterior foram abandonados. Nas torres, essa emancipação aparece com especial clareza.
"A planta baixa segue, mais uma vez, o precedente convencional das igrejas matrizes quanto ao plano geral, diferindo porém em cada detalhe do tratamento. [...] Pode-se argumentar que a fachada saliente, as torres e a decoração interna da Igreja de São Francisco de Ouro Preto e o adro do Santuário de Congonhas do Campo oferecem exemplos mais perfeitos de certas características do 'estilo Aleijadinho', porém a Igreja de São João del-Rei representa-o de modo mais completo.[...]
"As características do 'estilo Aleijadinho' não constituem em si mesmas uma novidade. A originalidade está em sua combinação, na maneira como foram empregadas e harmonizadas. O aspecto mais nítido e marcante é a ornamentação externa esculpida em alto-relevo. [...]

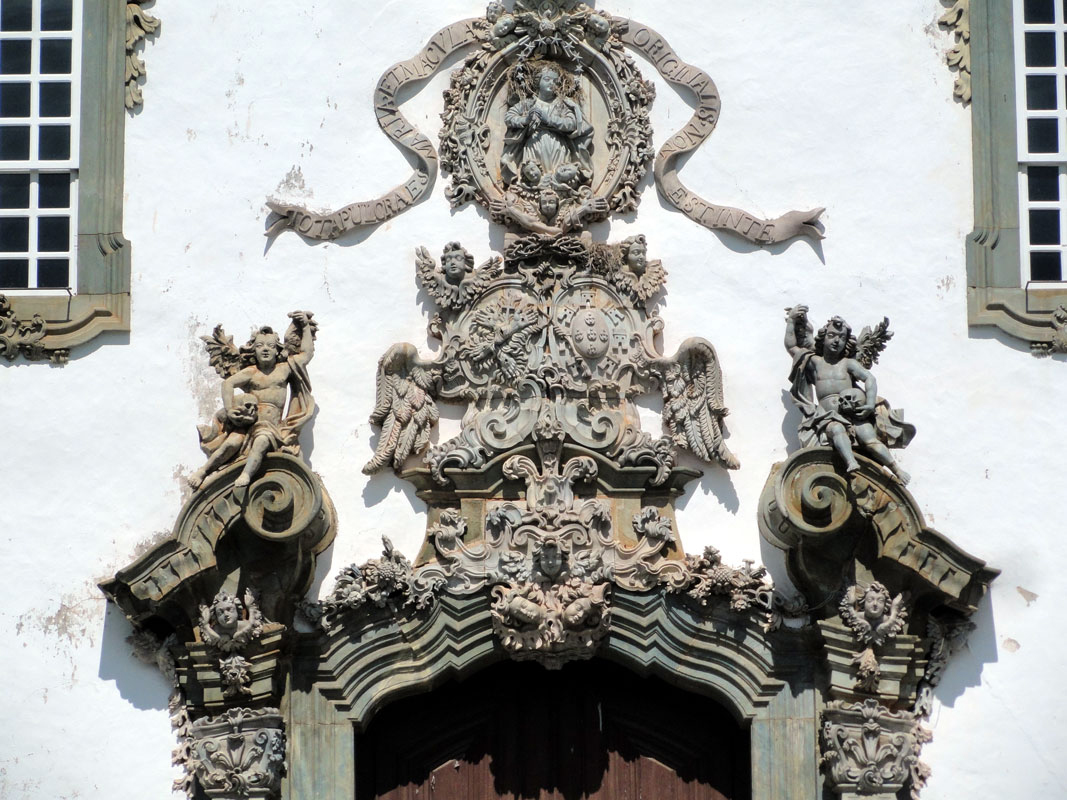
Os relevos do frontispício da fachada.

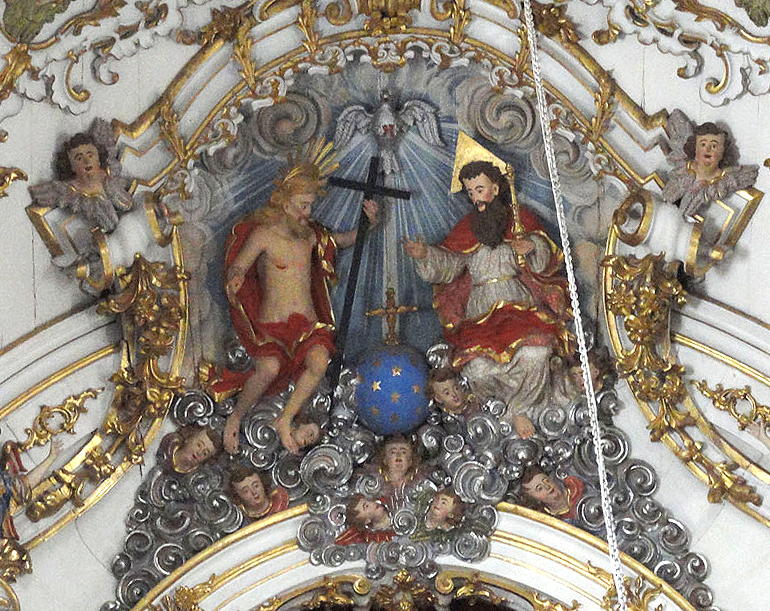
O frontispício do altar-mor.

"Assim, embora a decoração de fachadas com entalhes e esculturas não fosse exatamente uma novidade nas igrejas do século XVIII, as ornamentações atribuídas ao Aleijadinho são inéditas por sua complexidade, e, sobretudo, pela delicadeza dos seus ornatos. Tal complexidade e delicadeza, comuns no estuque e nas talhas de madeira dos interiores, raramente haviam sido reproduzidas em pedra nos exteriores das igrejas. Sir Richard Burton, escrevendo sobre a fachada da Ordem Terceira de São Francisco de Assis, de São João del-Rei, observou que 'a escultura lembra a talha de madeira, com altos-relevos muito elaborados'."
Seu interior é ricamente decorado com uma talha exuberante em todos os altares e púlpitos, cujo projeto foi do Aleijadinho, também com um estilo que funde influências do Barroco Joanino e do Rococó. Ele também elaborou uma imagem de São João Evangelista. Os altares laterais seguem um mesmo modelo básico, mas diferem bastante nos detalhes. Se elevam sobre uma bancada bombée, de onde parte colunas que sustentam um arco redondo com dossel, em cujo frontispício pode haver anjos sustentando medalhões. A estrutura envolve um grande nicho central para estatuária, com outros menores nas laterais. Coroa o conjunto outro dossel, maior, com arremate de rocalhas com grande arranque vertical. Os dois púlpitos, um de cada lado da nave, têm dosséis cônicos, onde se apoiam grandes estátuas.
O altar-mor difere dos outros estruturalmente pelos pares de sólidas colunas torsas e pela ausência de dosséis, e também por ter sido dourado e pintado. O trono é a tradicional "escada para o céu", em cujo topo foi instalada a imagem de São Francisco em adoração do Cristo Seráfico. De acordo com o IPHAN, merece destaque o grupo escultórico que coroa o frontispício, com uma representação da Santíssima Trindade que tem semelhanças com a solução que o Aleijadinho deu ao altar da igreja homônima em Ouro Preto. Seus altares e sacristia guardam expressiva coleção de estatuária, incluindo várias imagens de roca ou de vestir, entre elas as que representam São Lúcio, Santa Rosa, Santo Ivo e São Luís de França.

## Lendas e tradições
Há muitas lendas associadas à Igreja de São Francisco. Uma delas se refere à estátua que adorna o seu altar-mor, que uma tradição dizia ter aparecido do nada milagrosamente. Outra conta que certa ocasião um dos sineiros foi morto quando executava o seu trabalho, atingido na cabeça pelo pesado sino em movimento. A lenda acrescenta que o sino chegou a ser removido do campanário, preso e açoitado pelo crime que "cometera", mas essa narrativa não parece ter fundamento histórico, embora fosse sim um costume retirar o badalo do sino e acorrentá-lo temporariamente quando seu operador morria em atividade.

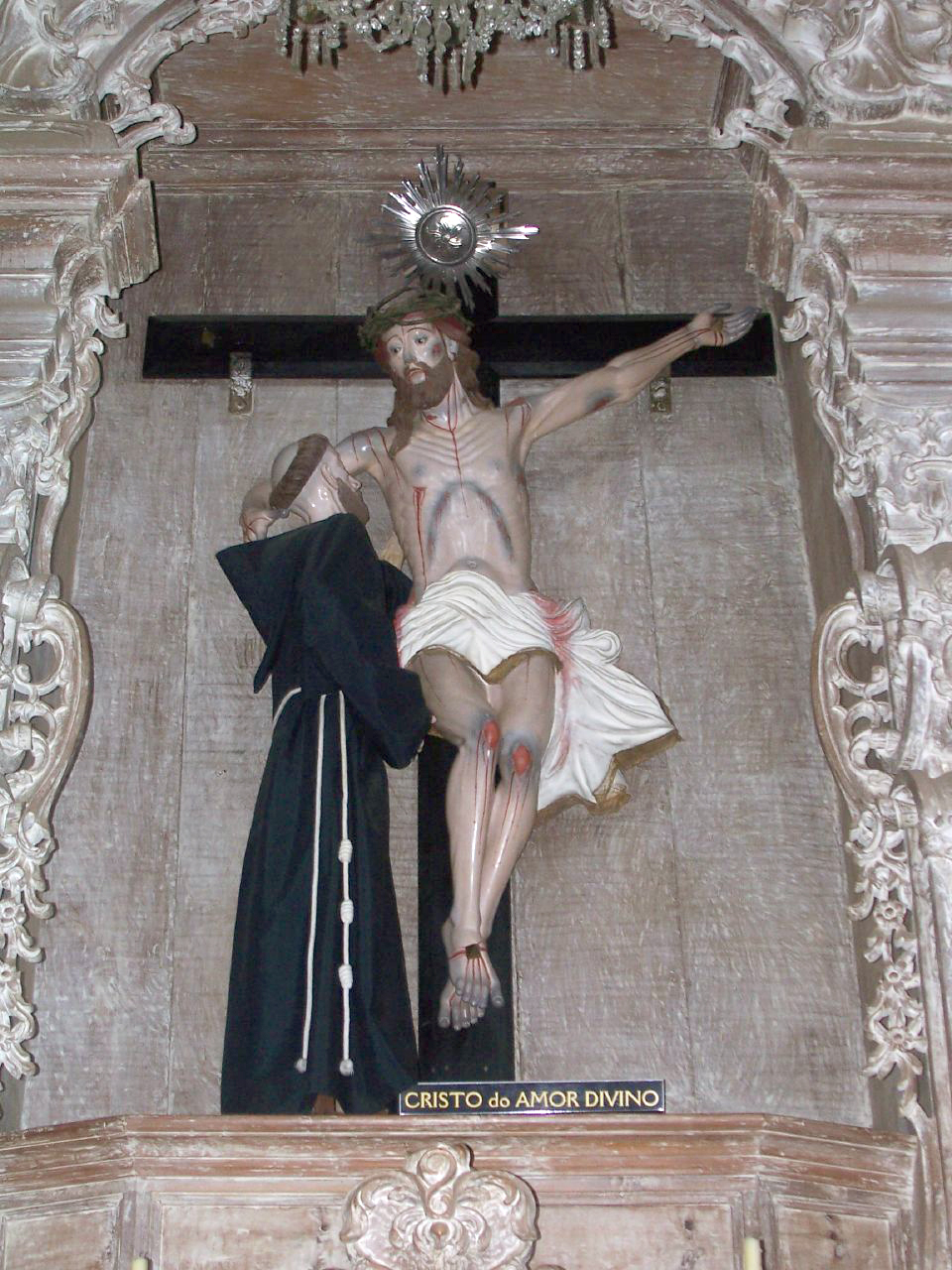
Imagens de São Francisco e Cristo em um dos altares laterais.

Por outro lado, o toque diferenciado dos sinos é uma tradição antiquíssima em São João del-Rei, a cidade ganhou fama por isso como o lugar "onde os sinos falam", e os sinos de São Francisco ainda hoje são usados em uma tradicional "batalha de sinos" que data dos tempos coloniais, realizada no período da Quaresma entre as igrejas da cidade, que competem em tocá-los da maneira mais vigorosa e prolongada.
Como em outras localidades mineiras, as celebrações da Semana Santa têm especial relevo em São João del-Rei, e a Igreja de São Francisco toma parte ativa nas solenidades. Ela é um dos focos da celebração dos Passos da Paixão, recebendo da Catedral a imagem do Nosso Senhor dos Passos na Procissão dos Depósitos, realizada à noite e à luz de tochas, que depois sai dali na Procissão do Encontro para reunir-se, no Largo da Câmara, à imagem de Nossa Senhora das Dores que sai da Igreja do Carmo.
Desde seus primeiros tempos seu culto e seus festejos se caracterizam pela riqueza e pela inclusão de música orquestral e vocal. Já no século XVIII é registrada a participação de um grupo musical que depois se dividiu e reorganizou no século XIX como a Lira Sanjoanense e a Orquestra Ribeiro Bastos, duas das mais antigas associações musicais do Brasil ainda em atividade. Também são importantes as festas de Natal e as do orago da igreja, cujo onomástico é comemorado em 4 de outubro, mas com atividades ao longo de nove dias. O outros festejos importantes ocorrem nas Quinquenas de São Francisco, que assinalam o seu recebimento dos estigmas, realizadas entre 12 e 17 de setembro. Tais festas sempre têm grande participação popular e contam com música de autores coloniais e contemporâneos, incluindo peças compostas especialmente para o culto franciscano local. A música com obras antigas também é frequentemente associada ao culto dominical comum.
Pela beleza de seu interior e pela majestade do seu cenário externo, a igreja é uma das mais procuradas para casamentos, e o largo onde está implantada é palco para muitos eventos culturais.